# بدن‌شکافی
بدن شکافی یک نوع هنر بر بدن، شبیه سوراخ‌کاری بدن است، بدن شکافی با ایجاد سوراخ‌های بزرگ و شکاف بر روی پوست و دیگر بافت‌های سطح بدن انجام می‌شود. این عمل به منظور جا دادن گوشواره و نگین و مهره بر روی بدن انجام می‌شود. فرق سوراخ‌کاری بدن با بدن شکافی این است که در سوراخ کاری بدن عمدتاً از سوزن استفاده می‌شود و این کار با ایجاد سوراخ روی بدن صورت می‌پذیرد اما بدن شکافی به این صورت است که با تیغ‌های کوچک مخصوص کم‌کم‌محل مورد نظر را گشاد می‌کنند تا به اندازه دلخواه برسد و اشیایی نظیر گوشواره‌های بزرگ مخصوص، مهره و… را در آن قرار می‌دهند.